# Lövåsen en Dansheden
Lövåsen en Dansheden (Zweeds: Lövåsen och Dansheden) is een småort in de gemeente Gävle in het landschap Gästrikland en de provincie Gävleborgs län in Zweden. Het småort heeft 52 inwoners (2005) en een oppervlakte van 14 hectare. Eigenlijk bestaat het småort uit twee plaatsen: Lövåsen en Dansheden.
Bestuurscentrum: Gävle (Tätort)
Tätort:
Åbyggeby · Berg · Bergby · Björke · Bönan 
· Forsbacka · Forsby · Furuvik · Hagsta · Hamrångefjärden · Hedesunda · Lund · Norrsundet · Totra · Trödje · Valbo
Småort:
Åbyggeby (tegelbruket) · Alborga · Allmänninge · Axmar by · Backa · Berg en Sjökalla · Björke (oostelijk deel) · Brunnsvik · Eskön en Esköränningen · Finnböle · Grinduga · Häcklinge · Harkskär · Hästbo · Hillevik · Hillsjöstrand · Lövåsen en Dansheden · Mårtsbo · Ölbo · Oppala · Östanbäck en Lund · Sikvik · Småmuren · Utvalnäs